# Reprezentacja Tonga w rugby union mężczyzn

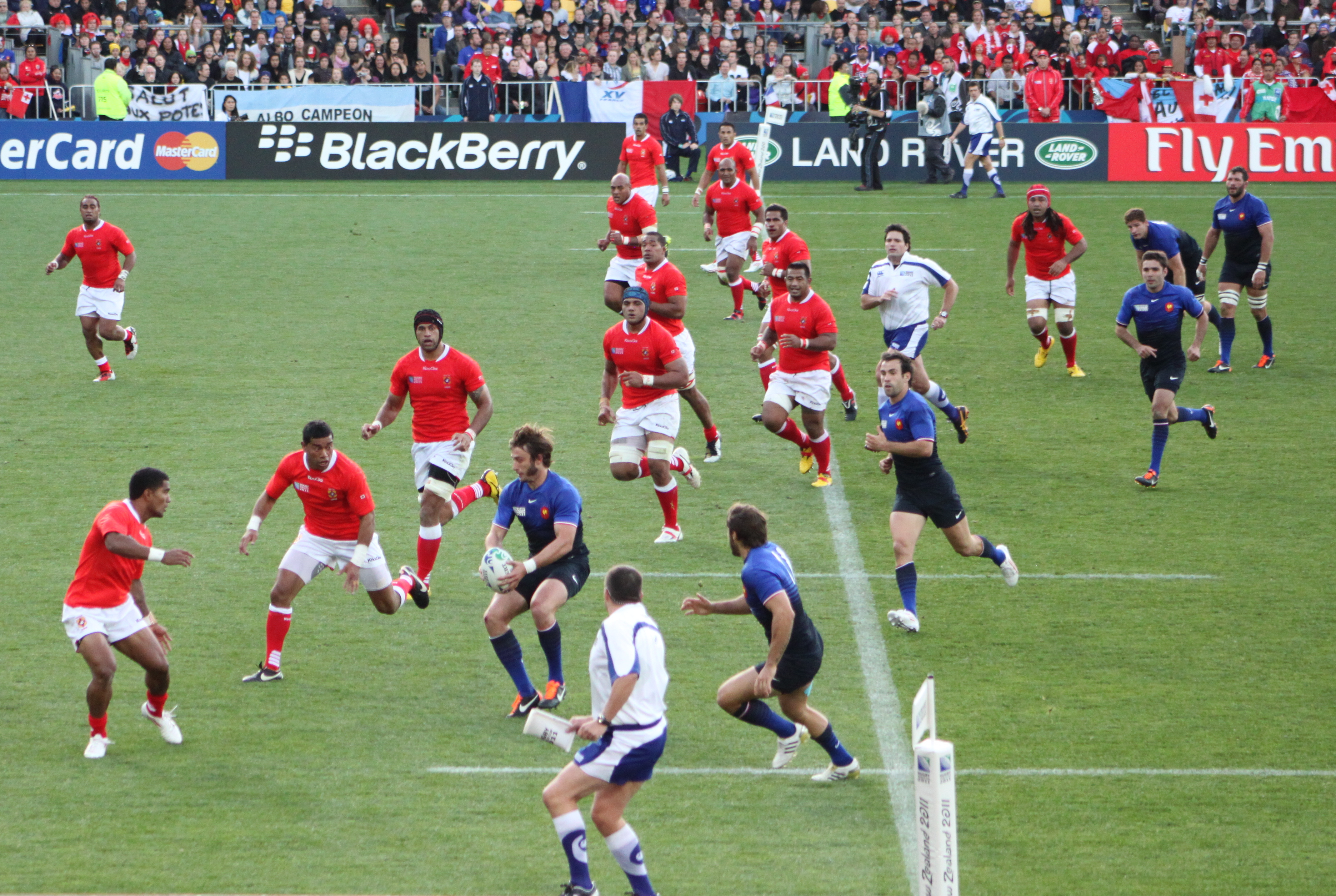
Mecz Francja - Tonga podczas Pucharu Świata 2011

Reprezentacja Tonga w rugby mężczyzn – zespół rugby, biorący udział w imieniu Tonga w meczach i sportowych imprezach międzynarodowych, powoływany przez selekcjonera, w którym mogą występować wyłącznie zawodnicy posiadający obywatelstwo tongańskie. Za jego funkcjonowanie odpowiedzialny jest Tongański Związek Rugby. Drużyna pięciokrotnie awansowała do Pucharu Świata, gdzie najlepszą lokatą było trzecie miejsce w grupie (1995, 2007, 2011 rok). Zawodnicy z wysp Tonga, wspólnie z Fidżyjczykami i Samoańczykami biorą udział w spotkaniach reprezentacji Wysp Pacyfiku. Przed meczami zawodnicy wykonują taniec Sipi Tau, odmianę Kailao.

## Udział w Pucharze Świata
| 1987 | -                       | Faza grupowa |
| 1991 | Nie zakwalifikowała się | -            |
| 1995 | Awans                   | Faza grupowa |
| 1999 | Awans                   | Faza grupowa |
| 2003 | Awans                   | Faza grupowa |
| 2007 | Awans                   | Faza grupowa |
| 2011 | Awans                   | Faza grupowa |
| 2015 | Awans                   | Faza grupowa |
| 2019 | Awans                   | Faza grupowa |

## Aktualna kadra
30-osobowa kadra powołana na Puchar Świata w 2011 roku. Flagi oznaczają przynależność klubową na dzień 8 września 2011 roku.
| Poz. |               | Zawodnik          |
| ---- | ------------- | ----------------- |
| M    | Anglia        | Aleki Lutui       |
| M    | Nowa Zelandia | Ilaisa Maʻasi     |
| M    | Francja       | Ephraim Taukafa   |
| F    | Nowa Zelandia | Halani Aulika     |
| F    | Walia         | Taufaʻao Filise   |
| F    | Francja       | Kisi Pulu         |
| F    | Nowa Zelandia | Alisona Taumalolo |
| F    | Anglia        | Soane Tongaʻuiha  |
| Wsp  | Francja       | Paino Hehea       |
| Wsp  | Japonia       | Tukulua Lokotui   |
| Wsp  | Walia         | Sione Timani      |
| Wsp  | Nowa Zelandia | Joe Tuineau       |
| R    | Francja       | Finau Maka (kap.) |
| R    | Francja       | Samiu Vahafolau   |
| R    | Tonga         | Sione Vaiomoʻunga |

| Poz. |               | Zawodnik            |
| ---- | ------------- | ------------------- |
| WM   | Anglia        | Sione Kalamafoni    |
| WM   | Japonia       | Viliami Maʻafu      |
| ŁM   | Nowa Zelandia | Samisoni Fisilau    |
| ŁM   | Nowa Zelandia | Taniela Moa         |
| ŁM   | Nowa Zelandia | Tomasi Palu         |
| ŁA   | Australia     | Kurt Morath         |
| Ś    | Francja       | Alipate Fatafehi    |
| Ś    | Francja       | Sukanaivalu Hufanga |
| Ś    | Francja       | Andrew Maʻilei      |
| Ś    | Nowa Zelandia | Siale Piutau        |
| S    | Włochy        | William Helu        |
| S    | Japonia       | Alaska Taufa        |
| S    |               | Fetuʻu Vainikolo    |
| O    | Australia     | Viliami Iongi       |
| O    | Francja       | Vunga Lilo          |